# Setodes martini
Setodes martini är en nattsländeart som beskrevs av Navás 1933. Setodes martini ingår i släktet Setodes och familjen långhornssländor. Inga underarter finns listade i Catalogue of Life.